# Hôpital Bicêtre (stanice metra v Paříži)
Hôpital Bicêtre je stanice na lince 14 pařížského metra, která se nachází v obci Le Kremlin-Bicêtre v departementu Val-de-Marne u hranic s městem Gentilly.  K jejímu uvedení do provozu došlo 24. června 2024.

## Poloha
Stanice se nachází na jižním prodloužení linky 14, která byla otevřena v červnu 2024, na území obce Kremlin-Bicêtre, podél rue Gabriel-Péri a dálnice A6b. Obsluhuje nemocnici Bicêtre, podle které nese svůj název.

## Výstavba
Stavba byla zadána v březnu 2018 skupině pod vedením Vinci Construction (Dodin Campenon-Bernard, Vinci Construction Francie; Vinci Construction Grands Projets a Botte Fondations) spojené se Spie Batignolles.
Umělecké dílo pro stanici vytvořila Eva Jospin ve spolupráci s architektem Jean-Paulem Viguierem. Dvoudílná práce vně a uvnitř stanice, inspirovaná Felliniho filmem Roma, kde se během stavby římského metra objevily pohřbené starověké památky, představuje vynoření bronzových soch.

## Dějiny
Stanice byla původně pojmenována Kremlin-Bicêtre Hôpital. Oficiální název stanice byl definován na základě veřejné debaty, která proběhla od 20. června do 4. července 2022 mezi dvěma návrhy: Kremlin-Bicêtre Hôpital a Hôpital Bicêtre. Dne 27. července 2022 bylo oznámeno, že voliči zvolili název Hôpital Bicêtre.